# Biblioteca Nacional de la Xina
La Biblioteca Nacional de la Xina (en xinès 中国国家图书馆, en pinyin zhōngguó guójiā túshūguǎn) és la biblioteca nacional de la República Popular de la Xina. La institució es troba sitiada a Beijing i fou creada l'any 1909. És una de les biblioteques més grans del món i la més gran d'Àsia amb més de 41 milions d'ítems inventariats el desembre de 2020. Conté una vasta col·lecció d'obres de literatura xinesa i documents històrics d'arreu del món.
Moltes de les col·leccions de la biblioteca provenen de les col·leccions imperials des de la dinastia Song del Sud i col·leccions privades des de les dinasties Ming i Qing. Les col·leccions més antigues es remunten als ossos de l'oracle de les ruïnes de Yin, fa més de 3.000 anys.
La Biblioteca Nacional és una important biblioteca pública i d'investigació, amb articles en 123 idiomes i en molts formats, tant impresos com digitals: llibres, manuscrits, revistes, diaris, revistes, enregistraments sonors i musicals, vídeos, guions de teatre, patents, bases de dades, mapes, segells, gravats, dibuixos. La quantitat total de recursos digitals supera els 1000 TB i creix a un ritme de 100 TB per any.
La Biblioteca Nacional de la Xina va ser fundada inicialment com a Biblioteca Imperial de Pequín pel govern Qing el 1909. Després de diversos canvis de nom i alternança administrativa, el 1999 va ser rebatejada com a Biblioteca Nacional de la Xina La Biblioteca Nacional consta ara del Complex Sud, el Complex del Nord, el Saló de Llibres Antics, el Saló dels Nens i disset biblioteques de recerca enviades als diferents departaments del govern central i a l'Acadèmia de Ciències Militars.

Les primeres referències xineses a biblioteques públiques d'estil occidental van ser de Lin Zexu al Sizhou Zhi (四洲志; 1839) i Wei Yuan al Tractat il·lustrat sobre els regnes marítims (primera edició, 1843), ambdues traduccions de llibres occidentals.
A finals del segle XIX, en resposta a diverses derrotes militars contra les potències occidentals, el govern de la dinastia Qing (1644–1912) va enviar diverses missions a l'estranger per estudiar la cultura i les institucions occidentals. Diversos membres de la primera missió diplomàtica xinesa, van registrar les seves opinions sobre les biblioteques occidentals, assenyalant que calia atreure un gran nombre de lectors. El periodista Liang Qichao (1873–1929), que es va convertir en un destacat intel·lectual exiliat després del fracàs de la Reforma dels Cent Dies el 1898, va escriure sobre la Biblioteca Pública de Boston i la Biblioteca de la Universitat de Chicago, elogiant la seva obertura al públic i la virtut de lectors que no robaven els llibres que els havien prestat. Dai Hongci (戴鸿慈;戴鴻慈), membre d'una altra missió Qing enviada a l'estranger per estudiar constitucions modernes, va assenyalar l'eficàcia del préstec de llibres a la Biblioteca del Congrés.

## Fundació
El 1906 el governador de la província de Hunan, Pang Hongshu, va anunciar solemnement que havia completat els preparatius per a la creació d'una biblioteca provincial a Changsha. Entre 1908 i el 1909, alts funcionaris de les províncies de Fengtian, Shandong, Shanxi, Zhejiang i Yunnan van demanar a la Cort Imperial permís per establir biblioteques públiques a les seves respectives jurisdiccions. En resposta, el 2 de maig de 1909, el Ministeri d'Educació de Qing (学部;學部; ) va anunciar plans per obrir biblioteques a totes les províncies del país.
El 9 de setembre de 1909 Zhang Zhidong, un líder antic del moviment d'auto-enfortiment que havia estat virrei d'Huguang i que ara servia al poderós Gran Consell, va demanar la fundació d'una biblioteca a la capital de la Xina. La fundació de la biblioteca va ser aprovada per edicte imperial aquell mateix dia. La institució s'anomenava originalment Biblioteca Imperial de Pequín o Biblioteca Metropolitana (京师图书馆;京師圖書館). Lu Xun i altres estudiosos famosos han fet grans esforços per a la seva construcció.
El filòleg i bibliògraf Miao Quansun (缪荃荪;繆荃蓀; 1844–1919), que dos anys abans havia supervisat la fundació de la Biblioteca Jiangnan a Nanjing, va rebre l'encàrrec d'administrar el nou establiment. Com a Jiangnan, el seu assistent Chen Qingnian es va fer càrrec de la major part de la gestió.
Una proposta privada feta per Luo Zhenyu a principis de 1900 deia que la biblioteca s'havia d'ubicar en un lloc protegit tant del foc com de les inundacions, i a una certa distància dels mercats sorollosos. Seguint aquestes recomanacions, el Ministeri d'Educació va triar primer el barri de Deshengmen dins de la muralla de la ciutat nord de Pequín (Pekin), una zona tranquil·la amb llacs. Però aquest pla hauria requerit la compra de diversos edificis. Per manca de fons, el temple de Guanghua (广化寺;廣化寺) va ser escollit com el primer espai per a la biblioteca. El temple de Guanghua era un complex de sales i santuaris budistes situats a prop de la riba nord del Shichahai, però ubicats de manera inconvenient per als lectors i massa humits per emmagatzemar llibres a llarg termini. La Biblioteca Imperial de Pequín hi romandria fins al 1917. El 1916, el Ministeri d'Educació va ordenar la biblioteca, tots els llibres publicats s'havien de registrar al ministeri de l'interior i tots recollits per la biblioteca, i la funció de biblioteca nacional va començar a manifestar-se.

## Història recent
La Biblioteca Nacional de Pequín es va obrir al públic el 27 d'agost de 1912, pocs mesos després de l'abdicació de Puyi (r. 1908–12), l'últim emperador de la dinastia Qing. A partir d'aleshores, va ser gestionat pel Ministeri d'Educació de la República de la Xina. El dia abans de l'obertura de la biblioteca, el seu nou bibliotecari en cap Jiang Han (江瀚</link>: 1853–1935) va argumentar que la Biblioteca Nacional de Pequín era una biblioteca de recerca i va recomanar l'obertura d'una nova biblioteca amb revistes i noves publicacions que poguessin atreure un públic més popular. El juny de 1913, es va obrir una biblioteca sucursal fora de la porta de Xuanwumen, i més de 2.000 llibres hi van ser transferits des de la biblioteca principal. El 29 d'octubre de 1913, com que el temple de Guanghua va resultar massa petit i inaccessible, la biblioteca principal va ser tancada, a l'espera de triar un nou lloc.
La biblioteca cobrava una moneda de coure com a tarifa de lectura, mentre que la biblioteca de Tianjin cobrava el doble i la biblioteca pública de Shandong cobrava tres monedes. Al principi, els lectors no podien demanar en préstec llibres, però abans de 1918 es va permetre el préstec.
El 1916, el Ministeri d'Educació (MOE) de la República de la Xina va ordenar que una còpia de cada publicació xinesa s'hagués de dipositar a la Biblioteca Metropolitana després d'haver estat registrada a l'Oficina de Drets d'Autor.
Després de l'Expedició del Nord del Kuomintang el 1928, el nom de Pequín es va canviar a Beiping (Peiping) per emfatitzar que la capital s'havia traslladat a Nanjing. Per tant, la Biblioteca Nacional de Pequín va canviar el seu nom a la Biblioteca Nacional de Peiping i es va convertir en la biblioteca co-nacional amb la Biblioteca Central Nacional de Nanjing. El 1931 es va obrir la nova biblioteca al carrer Wenjin, prop del parc Beihai. Després que la República Popular de la Xina es va establir oficialment l'octubre de 1949 i Pequín va tornar a ser la capital, la Biblioteca Nacional de Peiping va passar a anomenar-se Biblioteca Nacional de Pequín. El 1951, el Ministeri de Cultura va declarar que el seu nom oficial en anglès seria Peking Library.
La biblioteca va establir un programa d'intercanvi de materials amb la CV Starr East Asian Library de la Universitat de Colúmbia el 1963, a través del qual va poder adquirir materials d'Occident; una d'aquestes transaccions durant els primers mesos del programa va implicar l'intercanvi de les obres completes de James Baldwin per "publicacions legals valuoses" de la Xina. Aquesta relació va durar fins a principis de la dècada del 2000, quan les biblioteques de la Universitat de Colúmbia van suspendre el seu departament d'intercanvi.
El 1978, dos anys després del final de la Revolució Cultural, la biblioteca va començar a publicar el Butlletí de la Biblioteca de Pequín (Beitu Tongxun北图通讯), que ràpidament es va convertir en una de les publicacions bibliotecàries més importants de la Xina. El 1979, en virtut d'un acord d'aplicació que regulava els intercanvis culturals entre els EUA i la Xina, es va comprometre a intercanviar material de la biblioteca amb la Biblioteca del Congrés. Per compensar la manca de bibliotecaris amb formació professional, a partir de 1982, els bibliotecaris de la NLC i altres biblioteques acadèmiques van passar períodes de sis mesos a la Biblioteca del Congrés i la Biblioteca de la Universitat Yale. Per desenvolupar la biblioteconomia, la NLC va establir vincles amb la Universitat Nacional Australiana.
L'octubre de 1987, la Biblioteca es va traslladar a un edifici modern situat al nord de Purple Bamboo Park al districte de Haidian. El 1999, va ser rebatejada oficialment Biblioteca Nacional de la Xina.
El novembre de 2001, el Consell d'Estat va aprovar fer la Biblioteca Nacional en dues fases i un projecte nacional de biblioteca digital va ser aprovat formalment. Com a part important de la infraestructura nacional de la indústria de la informació, es va incloure en el pla nacional "quinquennal", la inversió total nacional de 1.235 milions de dòlars, i va començar a posar-se en vigor.
El 28 d'octubre de 2003, es va posar en funcionament el sistema de gestió integrat per ordinador de la Biblioteca Nacional ALEPH500, que va establir les bases perquè la Biblioteca Nacional entrés a les files de les biblioteques avançades del món.